# Ückeritz
Ückeritz település Németországban, Mecklenburg-Elő-Pomeránia tartományban. Lakosainak száma 1041 fő (2023. december 31.).

## Népesség
A település népességének változása:
| Lakosok száma | 1000 | 1033 | 1009 | 1006 | 1041 |
|               | 2017 | 2019 | 2021 | 2022 | 2023 |